# Hexatoma mediofila
Hexatoma mediofila là một loài ruồi trong họ Limoniidae. Chúng phân bố ở miền Cổ bắc.